# Bairoa (Caguas)
Bairoa es un barrio ubicado en el municipio de Caguas en el Estado Libre Asociado de Puerto Rico. En el Censo de 2010 tenía una población de 19258 habitantes y una densidad poblacional de 969,94 personas por km².

## Geografía
Bairoa se encuentra ubicado en las coordenadas 18°15′35″N 66°2′25″O / 18.25972, -66.04028. Según la Oficina del Censo de los Estados Unidos, Bairoa tiene una superficie total de 19.85 km², de la cual 19.57 km² corresponden a tierra firme y (1.43%) 0.28 km² es agua.

## Demografía
Según el censo de 2010, había 19258 personas residiendo en Bairoa. La densidad de población era de 969,94 hab./km². De los 19258 habitantes, Bairoa estaba compuesto por el 79.24% blancos, el 9.67% eran afroamericanos, el 0.42% eran amerindios, el 0.19% eran asiáticos, el 7.47% eran de otras razas y el 3.01% pertenecían a dos o más razas. Del total de la población el 99.15% eran hispanos o latinos de cualquier raza.